# Thérèse Raquin
Therese Raquin je jedan od najpoznatijih naturalistiških djela francuskog pisca Emilea Zole, izdan 1867. godine kao roman, a prvi put izvedeno kao dramsko djelo 1873. godine. Roman je objavljivan u nekoliko nastavaka u novinama "L'Artiste" 1873. godine.

## Fabula
Gospođa Raquin bila je već starija žena koja je odgojila svog sina Camillea i nećakinju Theresu. Budući da je njezin jedinac bio boležljiv i često bolestan, morao je uzimati lijekove. Zbog njega, lijekove je uzimala i Therese jer ih on nije htio popiti ako ih ona nije popila prije njega. Trovali su zdravu Theresu i odgajali ju na takav način da je postala povučena, tiha i ravnodušna prema svemu dok je njen bratić, Camille, postao jako egocentričan (cijeli je život bio u centru pažnje svoje brižne majke). Theresu je gospođa Raquin primila u kuću kad je imala dvije godine, doveo ju je njen otac kapetan Degans koji je netom došao iz Alžira. Rekao je svojoj sestri kako je djevojčica rođena u Oranu od majke alžirke, urođenice.  Nakon toga je otputovao natrag u Alžir gdje je nakon nekoliko godina i poginuo. Gospođa Raquin je odlučila da joj se sin i nećakinja vjenčaju jer je znala da je Therese brinut za njenog boležljivog sina ako se njoj nešto dogodi. Osam dana nakon vjenčanja Camille je odličio da se iz Vernona odsele u Pariz jer je htio raditi u velikoj administraciji. Napustili su kuću na obali Seine i smjestili se u prolazu du Pont-Neuf.  Camille se zaposlio u administraciji Kompanije orleanske željeznice dok su gđa. Raquin i Therese radile u dućančiću sa sitnom robom. Camille je pogotovo nakon dobitka novog posla smatrao Therese beskorisnom i tupavom osobom, a ona je samo bila zatvorena u sebe. Četvrtkom uvečer obitelj Raquin je primala goste. Gđa. Raquin je u Parizu srela svog starog prijatelja – policijskog komesara Michauda koji je dolazio sa svojim sinom Olivierom I njegovom suprugom Suzannom. Camille je bio ljubomoran na Olivierea jer je imao plaću od 3 000 franaka, a on samo 100.  Uz njih, dolazio je I stari namještenik iz Camilleovog ureda – Grivet. Therese su te večeri umarale, a svih je smatrala dosadnima te bi najčešće samo zurila u pod i mazila prugastog mačka Francoisa. Jednog četvrtka na večeri im se pridružio I Laurent, Camilleov prijatelj iz djetinjstva koji je došao u Pariz na studij, no sve je očeve novce potrošio na zabavu jer je živio sa slikarom. Tako je odlučio naslikati Camilleov portret. Theresi se on doimao jako dragim I ona je počela gajiti neke osjećaje prema njemu. Tako ju je jednom, dok Camillea nije bilo, Laurent strastveno poljubio. Od tog su se dana oni osam mjeseci redoviti viđali i dijelili strastvene trenutke dok je Camille bio na poslu, a gospođa Raquin radila u trgovini. Osam mjeseci je Laurent izbivao dva sata za vrijeme ručka te bi svakim danom trčao do prolaza du Pont-Neuf kako bi što prije stigao do Therese. No, kad mu je šef zaprijetio da će ostati bez posla ako nastavi tako izbivati – njihovi su sastanci postali sve rjeđi. Samo jednom je Therese uspjela otići od kuće izmislivši da joj gost dućana duguje novac i poći do Laurenta. Tada su shvatili da moraju nešto poduzeti jer se ne mogu više tako često viđati. Laurent je predložio Theresi da pošalje Camillea na put no to je bilo neizvedivo. Tako su posljednje jesenske nedjelje odlučili poći do Saint-Quena u šetnju, htjeli su iskoristiti lijepo vrijeme prije nego što stvarno zahladi. Ležali su i spavali na travi, a naposljetku sjeli u restoran i naručili jelo ali su im kuhari rekli da će biti spremno tek za sat vremena pa se Laurent dosjetio da bi mogli iznajmiti čamac i malo veslati Seinom. Iznajmio je najslabiji čamac i kad su odveslali dovoljno daleko od obale Laurent je gurnuo Camillea u vodu, a Camille mu je odgrizao komadić mesa na vratu. Vratili su se na obalu i rekli da je Camille slučajno pao u vodu, a kako nije znao plivati utopio se. Ubojice je počeo progoniti taj zločin, a Laurent je svakodnevno odlazio do mrtvačnice Morgue da vidi ako su našli utopljenikovo tijelo. No, njegovo se tijelo pojavilo tek nakon 3 tjedna. Dvije godine nakon Camilleove smrti Michaud i gđa. Raquin su se složili kako bi bilo najbolje da se Therese uda za Laurenta koji je već dugi niz godina dobar obiteljski prijatelj. To je tako i bilo. Supružnici su u tom vjenčanju vidjeli spasenje jer ih je već neko vrijeme pratio utopljenikov lik kad su uvečer bili sami te su mislili da će vjenčanjem Camille nestati. No, bilo je još gore. Prvu bračnu večer se nisu niti mogli pogledati od srama, jako su patili i bili uplašeni. Činilo im se čak da njegov leš spava između njih. Noću ne bi spavali, stalno su se svađali. Prvih par mjeseci njihovog braka gđa. Raquin im je jako pomogla – njene su ih priče smirivale. No, starica je ostala nijema I nepokretna, a bračni se par svađao pred njom I raspravljao o ubojstvu njenog sina. Ona je poželjela umrijeti, čak je odbijala hranu par dana. No, duboko u sebi je htjela vidjeti što će se dogoditi s tim dvoličnim stvorenjima. I tako su im dani prolazili, u tučnjavama I vikanjima. Tako je jednom Laurent umislio da se u Francoisu krije Camille te ga je bacio preko prozora u sivi susjedov zid. Bolno mačkino mijaukanje se cijelo noć čulo što je obojicu dovodilo do ludila. Krivili su jedno drugog, govorili da nisu nimalo odgovorni… Dok se naposljetku nisu odlučili ubiti. Laurent je iz laboratorija ukrao otrov cijankalij, a Therese je dala naoštriti veliki kuhinjski nož. Sljedeću večer je Laurent ubacio otrov u vodu, a Therese je pokušavala sakriti ogromni nož u naborima svoje suknje. Oboje su se instinktivno okrenuli i shvatili su da imaju na umu istu ideju. Zagrlili se se, strastveno pogledali i ispili otrov. Pali su netom što su ga ispili do kraja. Gospođa Raquin ih je, onako nepomična i nijema, gledala takvim pogledom kao da ih hoće satrti svojim nepomičnim očima.